# 毛竹塘駅
毛竹塘駅（もうちくとうえき）は、中華人民共和国湖南省長沙市雨花区にある5号線の駅である。

## 駅構造
- 1号線：島式ホーム1面

## 駅周辺
- 洞井街道弁事処
- 湖南省森林植物園
- 時代陽光大道
- 紅星花卉市場